# (15106) Swanson
(15106) Swanson est un astéroïde de la ceinture principale.

## Description
(15106) Swanson est un astéroïde de la ceinture principale. Il fut découvert le 2 février 2000 à Socorro par le programme LINEAR. Il présente une orbite caractérisée par un demi-grand axe de 2,61 UA, une excentricité de 0,21 et une inclinaison de 4,1° par rapport à l'écliptique.

## Compléments